# St. Petrus (Opperode)

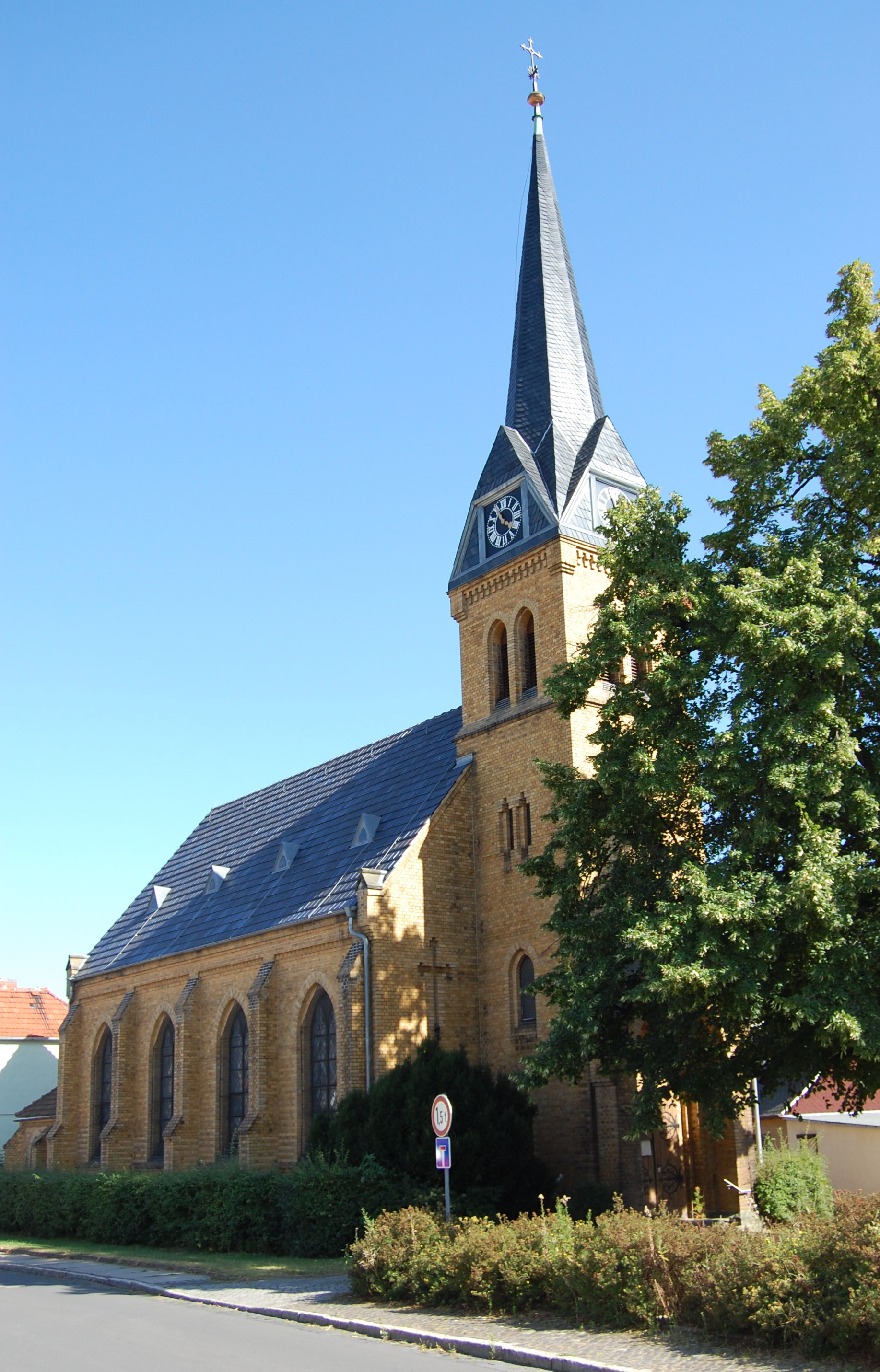
Sankt-Petrus-Kirche

Sankt Petrus ist eine evangelische Kirche im zur Stadt Ballenstedt gehörenden Dorf Opperode in Sachsen-Anhalt.
Die Kirche entstand 1891 im Stil der Neogotik aus gelbem Backstein. Ein bereits 1310 erstmals urkundlich erwähnter Vorgängerbau war zuvor 1890 abgerissen worden. Westlich des Kirchenschiffs steht auf quadratischem Grundriss, der leicht in das Schiff einbezogene Kirchturm. Der langgestreckte Chor ist polygonal.
Die aus farbigem Glas gefertigten Fenster im Chor stammen aus der Bauzeit der Kirche und stellen Christus als Guten Hirten dar. Darstellungen von Petrus und Paulus rahmen die Christusabbildung ein. Im Kirchenschiff befindet sich auf der westlichen Seite eine Empore.
Die Kirche besitzt ein dreistimmiges Geläut, welches zu den ältesten Anhalts zählt.